# Charles Holender
 (décembre 2015).
Si vous disposez d'ouvrages ou d'articles de référence ou si vous connaissez des sites web de qualité traitant du thème abordé ici, merci de compléter l'article en donnant les références utiles à sa vérifiabilité et en les liant à la section « Notes et références ».
Pour les articles homonymes, voir Holender.
Charles Holender, né le 1er juillet 1851 à Sétif et mort le 27 novembre 1917 à Nice, est un militaire français.

## Biographie
Né à Sétif (Algérie) le 1er juillet 1851 comme fils du caporal Laurent Holender (°1815), Charles s’engage en qualité de milicien volontaire à la Garde nationale de Phalsbourg le 10 août 1870. Il rejoint le 4e régiment d’infanterie de ligne le 17 janvier 1871 où il est promu sous-lieutenant à titre provisoire puisqu’il a été reconnu admissible à l’École spéciale militaire de Saint-Cyr. Après la guerre, il est placé en non-activité par suppression de son emploi avant d’être confirmé par son entrée à la Spéciale le 17 septembre 1871 (promotion de la Revanche, 1870-1872). Officier d’infanterie, il effectue un séjour en Afrique entre 1874 et 1875. Puis, peu après la création de l’École supérieure de guerre, il est admis à suivre les cours au terme desquels il est breveté d’état-major. Il alterne alors les emplois dans les corps de troupe et les grandes unités. Promu capitaine, il est affecté à Saint-Cyr où il enseigne les cours de législation et d’administration de 1883 à 1887. Il est ensuite placé hors cadres pour le service d’état-major et Holender occupe à nouveau des emplois dans des corps et des états-majors. 
Holender se marie le 29 octobre 1901 avec Louise Renaud (°1870).
Colonel en 1903, il prend le commandement du 2e bureau de l’état-major de l’armée alors en proie à de graves difficultés (conséquences de l’Affaire Dreyfus). Le 24 février 1905, il prend le commandement du  46e Régiment d'Infanterie en garnison à Paris et Fontainebleau. À partir de 1907, il commande une brigade d’infanterie avant d’être nommé au commandement de l’École spéciale militaire de Saint-Cyr le 10 décembre 1908.  
La continuité prévaut dans l’organisation de l’école. Parmi les milliers d’élèves passés à l’École pendant le temps de commandement de général Holender, on compte les élèves Bethouart, De Gaulle et Juin de la promotion de Fez, De Lattre de Tassigny de la promotion de Mauritanie ou encore Monsabert de la promotion du Maroc. Holender quitte la Spéciale en novembre 1910 et il est remplacé par le général Verrier. 
Placé d’abord en disponibilité en attendant un nouveau commandement, Holender commande successivement plusieurs grandes unités. Il est promu général de division le 23 septembre 1912 et prend le commandement de la 28e Division d'Infanterie. À la veille de la Première Guerre mondiale, il occupe les fonctions d’inspecteur des formations de réserve de la 14e région. À la déclaration de la guerre, il est nommé adjoint au commandant de la 10e région (Rennes). Cependant, gravement malade, il demande et obtient son placement dans la section de réserve par anticipation en octobre 1914. Il décède à Nice le 27 novembre 1917.

## Décorations
- Légion d'honneur : Chevalier (09/07/1895) ; Officier (30/12/1908) ; Commandeur (11/07/1914)
- Commandeur de l'ordre de l'Épée de Suède